# Ateleia standleyana
Ateleia standleyana là một loài thực vật có hoa trong họ Đậu. Loài này được Mohlenbr. miêu tả khoa học đầu tiên.